# Искра (фотоапарат)
«Іскра» — радянська середньоформатна далекомірна клап-камера, що випускалася в 1960—1963 роках на Красногорському механічному заводі, вироблено 38 722 штук. Конструкція фотокамери «Іскра» аналогічна конструкції фотокамери «Agfa Super Isolette», на основі якої її створено. Так само як і в німецького прототипу, конструкція фотокамери «Іскра» відрізняється наявністю механізму автоматичного перемотування плівки на крок кадру, що не потребує контролю за цифрами на ракорді.

## Технічні характеристики
- Розмір кадру: 6×6 см.
- Об'єктив «Индустар-58» 3,5/75 мм, змонтований у центральному затворі та спряжений з далекоміром. Фокусування досягається переміщенням усього об'єктива, а не окремих лінз. Об'єктив ховається, з'єднаний із камерою фокусувальним міхом.
- Затвор ФЗШ-18С, механічний, центральний, міжлінзовий. Діапазон витримок: від 1 до 1/500 с та ручна («В»)[4].
- Синхроконтакт забезпечує роботу як із імпульсними фотоспалахами, так і з одноразовими фотобалонами (синхронізація типу «M»).
- Автоспуск (затримка 9—15 с).
- Видошукач суміщено з далекоміром, база далекоміра — 55 мм, збільшення видошукача — 0,74×.
- Зведення затвора та транспортування плівки — роздільні. Є блокування від повторного експонування кадру. Разом з тим, багаторазова експозиція можлива, якщо затвор спускати не кнопкою на камері, а важелем на самому затворі.
- Лічильник кадрів із автоматичним скиданням під час перезаряджання.
- Корпус металевий зі знімною задньою кришкою.

Професійні фотографи використовували фотоапарат для знімання групових портретів, і в цій сфері «Іскру» вважали неперевершеною завдяки чудовій різкості та синхронізації з електронним фотоспалахом на будь-яких витримках. Ще одну перевагу камера отримала завдяки складаній конструкції, що дозволяла носити її в кишені. Особливістю фотоапарата була наявність шкали експозиційних чисел на оправі затвора. Взаємна фіксація шкал діафрагми та затвора за цією шкалою спрощувала встановлення експозиції та дозволяла оперативно підбирати експозиційні параметри без її змінення.

## Іскра-2
Фотокамера «Іскра-2» (1961—1964 роки) має непов'язаний експонометр із селеновим фотоелементом, всього вироблено 6118 штук. В іншому нічим не відрізняється від «Іскри» першої моделі.